# Castell de Rubió de Sòls
El castell de Rubió de Sòls és un castell termenat situat a la part alta del serrat en terres de Rubió de Baix, entitat de població del municipi de Foradada (Noguera), declarat bé cultural d'interès nacional.
Es conserven les ruïnes d'una torre i murs en un penyal sobre Rubió de Baix. La fortificació controlava el curs del Segre i els engorjats que hi ha abans d'arribar a Alòs de Balaguer. És interessant l'obra de fàbrica de la torre, gran i de planta rectangular, que constitueix l'eminència castellera, dalt del rocam. A la vora hi ha una altra obra edificada. En el mateix serrat hi ha l'església de Sant Eudald.

## Descripció
Planta lleugerament rectangular; fa a l'interior 8,2 m de llarg per 7,3 d'ample, un gruix de mur d'entre 100 i 145 cm i 9,5 m d'alçada. És cobert per una volta apuntada. Al nord de la construcció, sota la sala principal, hi ha una cambra orientada d'est a oest amb una amplada de 2,4 m, la mateixa longitud que l'edifici principal (8,3 m) i una profunditat de 2,3 m. Té les parets recobertes a la part baixa de morter i acabada amb una volta lleugerament apuntada; podria ser una cisterna, amb entrada per una trapa superior. A l'interior de la construcció hi ha diversos nínxols encastats a les parets de mida força gran (el més gran fa 50 cm d'alt per 55 cm d'ample i 80 cm de fondària) i és a 175 cm de terra. Al mur sud hi ha dues espitlleres estretes. Pel que fa a l'aparell constructiu caldria distingir la part inferior feta amb carreus rectangulars (20 X 30 cm) de la part alta, a partir dels 3 m, on s'alternen les filades de carreus horitzontals amb les filades de pedres posades verticalment. Als caires els carreus són més grossos.
A l'oest, a uns 100 m del castell, hi ha una mena de bestorre semicircular amb un diàmetre de 4 m. Segurament hi havia un recinte força ampli, ja que a l'extrem oposat, al costat nord de l'església, també hi ha restes d'una construcció feta amb carreus ben arrenglerats i units amb morter.

## Història

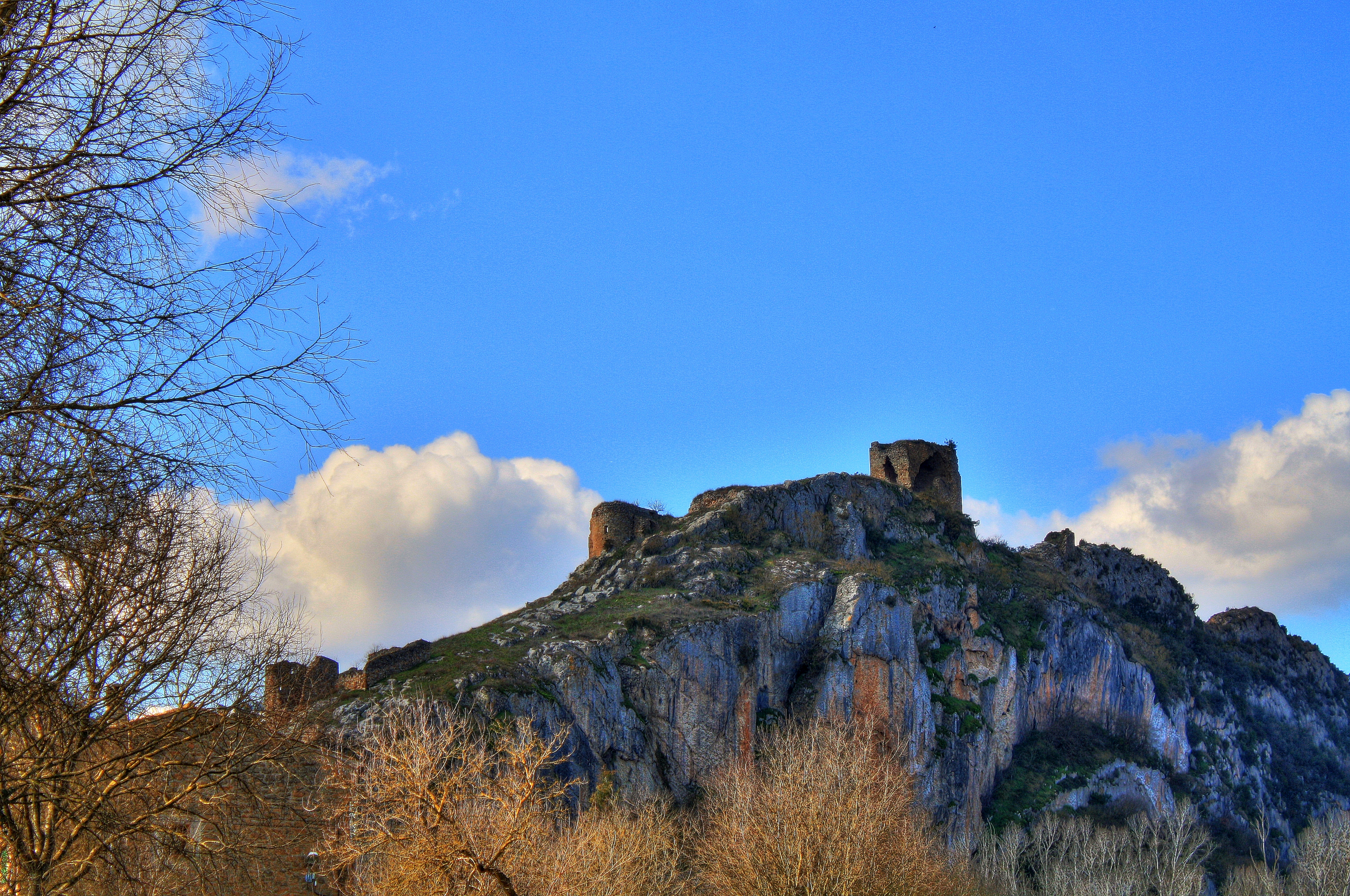
Castell de Rubió de Sols (març 2011) Possible porta d'entrada en l'esvoranc de la fortificació de la dreta

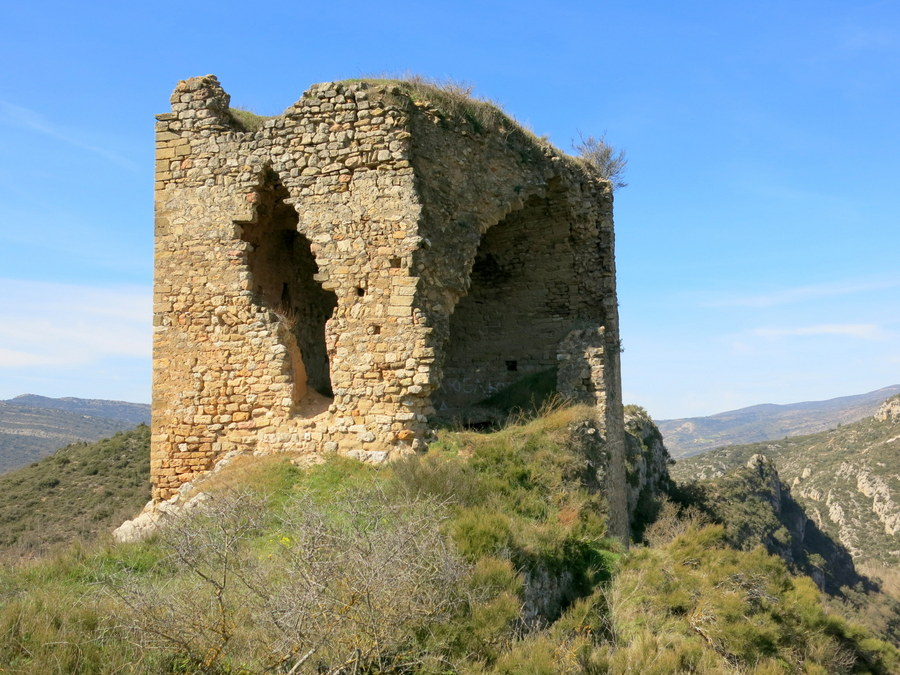
Castell de Rubió de Sols (març 2019)

La documentació de què es disposa permet atribuir-li un origen islàmic i adscriure'l a la marca d'Al-Àndalus. Fou, juntament amb el castells d'Alòs i Malagastre, conquerit molt aviat, segurament pel comte de Barcelona Ramon Borrell quan era tutor del comte d'Urgell Ermengol II, abans de 1018, ja que en aquesta època, aquests termes apareixen ja com a repoblats. En una donació que feren el comte de Barcelona Ramon Borrell i la seva esposa la comtessa Ermessenda a Sant Serní de Tavèrnoles, li concediren l'espluga «prope castrum Malagastrum» amb pacte de repoblar la zona i posar-la en conreu, i establiren que «infra terminos de castro de Alos vel de Castro Rubione (...) adquirant ibi habitadores».
Possiblement el castell caigué novament en mans sarraïnes a la mort d'aquest comte de Barcelona, tenint em comte el conveni pactat entre 1019-1026 pels comtes d'Urgell i Barcelona segons el qual Ramon Berenguer I reconeix la potestat del d'Urgell en els castells de Montmagastre, Malagastre, Artesa, Alòs i Rubió. Signa també aquest conveni Arnau Mir de Tost que els posseirà tots en feu. La reconquesta de Rubió i dels altres castells del voltant fou obra conjunta d'ambdós comtes amb l'ajut d'Arnau Mir de Tost. Posteriorment el castell estigué infeudat als Cabrera. Apareix un llinatge Rubió probablement identificable amb aquest paratge. A la segona meitat del segle xiv, Acard de Mur senyorejava ací i per la línia familiar de Mur i l'Albi s'introduiria la família Cartellà, senyora de Rubió al segle xvii.